# Чашковидна хоя
Чашковидната хоя (Hoya calycina) е вид растение от семейство олеандрови (Apocynaceae). Открита е от Шлехтер във влажните тропически гори на Нова Гвинея, на височина 1100 m над морското равнище. По-късно този вид е открит и в Индонезия (Ява). Отнася се към групата Pterostelma.
Forster и Liddle подробно и обстоятелствено описват тази хоя, отделяйки 2 подвида: 1.Hoya calycina ssp. calycina и 2. Hoya calycina ssp. Glabrifolia (а именно индонезийскта Каличина, която Brass открива на о-в Ява. Тя се отличава от типовите форми с това, че листата и от долната страна са или голи, или по-слабо мъхести. Вътрешната корона на цвета също е почти гладка. Бел. За разлика от разновидностите или формите, подвидът е сериозна таксоомична единица, която често се признава за отделен вид.

## Описание
Дългите и няколко метра стебла се оплитат на дърветата в гората и се разклоняват слабо. Цялото растение е мъхесто – стеблото, листата, цветоносите, а вътрешната корона на цветовете е покрита с повече или по-малко гъсти власинки. Долната страна на листата е по-мъхеста от горната. Достатъчно дългите дръжки (3-3,5 см) също са покрити с власинки. Листата достигат дължина 16-20 см и ширина 9-11 см. Цветовете доста приличат на тези на Hoya albiflora, но са по-мънички. Красиви, камбановидни (чашковидни, както следва и от наименованието на тази хоя), те разцъфват звездоподобно и достигат до 2 см в диаметър. Венчелистчетата са бели, в основата частично червени или пурпурни. Вътрешната корона е кремаво – бяла, красиво открояваща се на червения им фон. Цветовете са събрани в съцветия до 10 бр. Мъхестите цветодръжки достигат до 5 см, мъхестия цветонос- 2.5 см. Новите съцветия се появяват на стария цветонос. Обикновено тази хоя цъфти през есента. Цветовете се задържат около 10 дни. Те отделят много нектар и излъчват силен мускусен аромат.

## Любопитно
По време на цъфтеж чашковидната хоя става доста чувствителна и капризна. След образуване на пъпки растението не трябва да се върти (даже въобще не трябва да се безпокои), защото пъпките падат дори при най-малкото докосване.
- Hoya calycina